# Olivier de Cagny
Pour les articles homonymes, voir Cagny.
Cet article possède un paronyme, voir Olivier de Magny.
Olivier de Cagny, né à Neuilly-sur-Seine le 13 décembre 1961, est un prélat catholique français et l'évêque d'Évreux depuis 2023.

## Biographie
Né à Neuilly-sur-Seine dans une famille d'ancienne bourgeoisie, Olivier de Cagny est le fils du banquier Michel de Cagny, (1929-2005), et de Marie-Françoise de Crespin de Billy.

### Formation
Il est scolarisé à Sainte-Croix de Neuilly et y obtient son baccalauréat. Au cours de ces années il est membre de la maîtrise des Petits Chanteurs de Sainte-Croix de Neuilly où il découvre la musique sacrée et le chant grégorien sous la direction de François Polgár.
Diplômé de l'ESSEC et après une expérience professionnelle en tant qu'ingénieur commercial, il entre au séminaire de Paris et est ordonné prêtre le 27 juin 1992. Il est titulaire d’une maîtrise en théologie de la liturgie à l’Institut catholique de Paris.

### Principaux ministères
Il est nommé vicaire à la paroisse Saint-Denys du Saint-Sacrement de 1993 à 1999. Adjoint au service diocésain des vocations sacerdotales et religieuses entre 1999 et 2009, il est également, à partir de 2003, chapelain à Notre-Dame du Saint-Sacrement (jusqu’en 2009) et aumônier d'établissements scolaires.
Entre 2009 et 2019 il est curé de la paroisse Saint-Louis-en-l'Île et enseignant à l’école cathédrale, ainsi qu'à la faculté Notre-Dame (collège des Bernardins). Il est également directeur spirituel au séminaire de Paris.
Le 1er septembre 2019, il est nommé recteur du séminaire de Paris et le 8 décembre de la même année, il est installé chanoine titulaire du chapitre cathédral de Notre-Dame de Paris.

### Évêque
Le 2 juin 2023, le pape François, le nomme évêque d'Évreux . La messe de sa consécration épiscopale et de son installation a lieu le 9 septembre 2023 en la cathédrale Notre-Dame d'Évreux, célébrée par Dominique Lebrun, archevêque métropolitain de Rouen, en présence de Celestino Migliore, nonce apostolique en France. Les évêques co-consécrateurs sont Laurent Ulrich, archevêque métropolitain de Paris et Christian Nourrichard, évêque émérite d'Évreux et son prédécesseur.
Sa première lettre pastorale, « Pour une fraternité missionnaire », est publiée le 20 janvier 2024.

## Ouvrage
- Les Prières eucharistiques, Paris, Parole et Silence, 2012  (ISBN 978-2-88918-105-6).